# Cyrtodactylus pubisulcus
Cyrtodactylus pubisulcus là một loài thằn lằn trong họ Gekkonidae. Loài này được Inger mô tả khoa học đầu tiên năm 1958.